# Hedi
Hedi (kinesiska: 河堤, 河堤乡) är en socken i Kina. Den ligger i provinsen Henan, i den centrala delen av landet, omkring 140 kilometer öster om provinshuvudstaden Zhengzhou. Antalet invånare är 30 540. Befolkningen består av 16 054 kvinnor och 14 486 män. Barn under 15 år utgör 25,0 %, vuxna 15-64 år 65 %, och äldre över 65 år 9,0 %.
Genomsnittlig årsnederbörd är 879 millimeter. Den regnigaste månaden är juli, med i genomsnitt 185 mm nederbörd, och den torraste är januari, med 6 mm nederbörd.